# The piazza
The piazza (deutsch Die Piazza oder Die Veranda) ist eine Kurzgeschichte von Herman Melville. Die Kurzgeschichte erschien 1856 als Teil der Piazza-Erzählungen (Originaltitel: The Piazza Tales).

## Kurzbeschreibung
Ein Mann gibt sich bis zur Wahnhaftigkeit Illusionen darüber hin, wer ein weit entferntes Nachbarhaus bewohne. Als der Mann das Nachbarhaus besucht, werden die Illusionen zerstört, so dass es bei diesem einen Besuch bleibt.

## Inhaltsangabe
Der Ich-Erzähler bezieht ein Bauernhaus, das über keine Veranda verfügt. Weil er unbedingt einen Ausblick auf einen bestimmten Berg haben möchte, lässt er zum Amüsement seiner Nachbarn seine Veranda ausgerechnet nach Norden ausrichten. Im Spätherbst des Folgejahres entdeckt der Ich-Erzähler jenseits der wogenden Felder, die ihn ans Meer erinnern, in den nördlichen Bergen ein fernes Gebäude, so wie man „ein unbekanntes Segel an barbarischer Küste zu erspähen meint.“ Ein Nachbar behauptet, das ferne Gebäude sei verlassen und halb eingestürzt, doch der Ich-Erzähler macht Zeichen aus, dass das Gebäude bewohnt ist, unter anderem spiegelndes Fensterglas. „Das überzeugte mich so ziemlich, daß die ferne Kate im Elfenland wieder bezogen worden war.“ Etwa ein Jahr, nachdem er das ferne Gebäude erstmals entdeckt hat, macht der Ich-Erzähler sich aus einer Laune heraus dorthin auf, weil sich die Sonne wieder in einem dortigen Fenster spiegelt. „Elfen, dachte ich wieder; die Elfenkönigin an ihrem Elfenfenster […]. Nicht länger gezaudert! Jetzt will ich meinen Nachen zu Wasser bringen […] und absegeln ins Elfenland“. Er reitet mit seinem „Nachen“ (einem Pferd), bis der Reitweg aufhört, geht zu Fuß weiter, erreicht eine „winzige Klause“ und erblickt „durch die offene Tür ein einsames Mädchen, das am einsamen Fenster nähte. Das Mädchen hatte blasse Wangen, und das Fenster war von Fliegen verunreinigt“. Das Mädchen heißt Marianne, ist verwaist, einige Monate vorher mit ihrem jüngeren Bruder in die Klause gezogen. Der Bruder ist eigentlich nur zum Schlafen daheim, manchmal nicht einmal das. Marianne ist dermaßen vereinsamt, dass für sie „die Schatten Dinge geworden sind“ und „wie lebende Freunde“, mutmaßt der Ich-Erzähler. Marianne bestätigt das: „Wenn man so einsam hier lebt, nichts weiß, nichts hört […], nie liest, selten spricht, aber immer wacht – zweifellos glauben Sie, daß dies mir meine seltsamen Gedanken eingibt (denn so nennen Sie sie): dieses Müde- und Wachsein in einem.“
Ebenso aber wie der Ich-Erzähler Mariannes Klause aus der Ferne idealisiert hat, gesteht Marianne, dass sie aus der Ferne ein ganz bestimmtes „Marmorhaus“ bewundere: „Ich habe mich oft gefragt, wer dort wohnen mag, doch muß es ein Glücklicher sein“. Der Ich-Erzähler allerdings hat sein eigenes Heim erkannt, „genauso schimmernd wie die Berghütte, von meiner Veranda gesehen. Die täuschenden Dünste ließen es weniger einem Bauernhaus als dem Wohnsitz eines Zauberkönigs gleichen.“ Desillusioniert kehrt der Ich-Erzähler heim, um Marianne nie wieder zu besuchen: „Ich wende meinen Nachen nicht mehr zum Elfenlande, sondern bleibe auf meiner Veranda. Sie ist meine Königsloge, dieses Amphitheater […] eine zauberische Bühne, die Illusion vollkommen. […] Aber allabendlich, wenn der Vorhang fällt, kommt mit dem Dunkel die Wahrheit“, heißt es gegen Ende der Kurzgeschichte.

## Textanalyse
Bei The piazza handelt es sich um eine Ich-Erzählung. Zeit der Handlung ist „nicht lange nach 1848“. Die Handlung erstreckt sich über rund zweieinhalb Jahre: vom Baubeginn der Veranda an einem Märztag über die Entdeckung von Mariannes Berghütte im Spätherbst des Folgejahres bis zur Expedition dorthin fast ein Jahr später.

### Themen
In The piazza sind sowohl der Ich-Erzähler als auch Marianne Opfer und Täter bei der Idealisierung eines fernen Lebens, das sie nur aus der Ferne für glücklich halten können. Da der Ich-Erzähler gerade Shakespeares Ein Sommernachtstraum liest (samt Elfenkönig und Elfenkönigin) steigert er sich dermaßen weit in diese Illusion hinein, dass er sich unmittelbar vor seinem Ritt gen ferner Berghütte eine „Elfenkönigin“ herbeifantasiert, die das Gebäude bewohne. Die gesamte Kurzgeschichte jedoch durchzieht von vornherein eine Drohkulisse, dass solch Königspaar-Fantastereien nur Schein sein könnten: Der Kurzgeschichte vorangestellt ist ein Zitat aus Shakespeares Cymbeline über die scheintote Königstochter Imogen, es taucht der Mord an dem alten König Hamlet auf sowie der Königsmörder Macbeth. Ernüchtert realisiert der Ich-Erzähler letztlich, dass aus weiter Ferne sogar sein altmodisches Bauernhaus „dem Wohnsitz eines Zauberkönigs“ gleicht.

### Figuren
- Ich-Erzähler: In seinem Bauernhaus lebt er allein; zumindest ist von keinerlei Gesellschaft die Rede. Unter seinen Nachbarn ist er wegen seiner literarischen Interessen ein Außenseiter. In seiner Einsamkeit gibt er sich Spekulationen über die Bewohnerin der Berghütte hin.
- Marianne: In ihrer Berghütte lebt sie faktisch allein: Ihren Bruder sieht sie nur selten. Von nachbarschaftlichen Kontakten ist keine Rede. In ihrer Einsamkeit gibt sie sich Spekulationen über den Bewohner des Bauernhauses hin.
- Dives: Er ist ein Nachbar des Ich-Erzählers und gehört zu jenen, die den Ich-Erzähler wegen der Errichtung einer Nord-Veranda verspotten.

## Deutschsprachige Textausgaben (Auswahl)
- Herman Melville: Die Veranda. In: Herman Melville: Meistererzählungen. (=detebe-Klassiker. Band 22435). Aus dem Amerikanischen von Günther Steinig. Diogenes, Zürich 1993. ISBN 3-257-22435-4. S. 7–29.
- Herman Melville: Die Piazza. In: Herman Melville: Piazza-Erzählungen. (=Rowohlts Klassiker der Literatur und der Wissenschaft. Band 106/107). Übersetzt von W. E. Süskind und H. Studniczka. Rowohlt, Hamburg 1962. S. 7–24.